# Doddakanya, Mysore
Doddakanya là một làng thuộc tehsil Mysore, huyện Mysore, bang Karnataka, Ấn Độ.